# Korsnäs
Korsnäs – gmina w Finlandii, położona w zachodniej części kraju, należąca do regionu Ostrobotnia. Powierzchnia gminy wynosi 1424,7 km², z czego tylko 236 km² stanowi ląd. W październiku 2020 roku zamieszkana przez 2075 osób.